# Alex Thépot
Alexis ("Alex") Thépot (Brest, 30 juli 1906 – Duinkerke, 21 februari 1989) was een Frans voetballer, die speelde als doelman. Hij nam met het Frans voetbalelftal tweemaal deel aan een WK-eindronde (1930 en 1934), en aan de Olympische Spelen van 1928 in Amsterdam. Thépot speelde in totaal 31 interlands voor zijn vaderland. Hij overleed op 82-jarige leeftijd.